# Atraphaxis angustifolia
Atraphaxis angustifolia är en slideväxtart som beskrevs av Jaub. & Spach. Atraphaxis angustifolia ingår i släktet Atraphaxis och familjen slideväxter. Inga underarter finns listade i Catalogue of Life.